# Kościół Matki Boskiej Nieustającej Pomocy w Wodzicznej
Kościół Matki Boskiej Nieustającej Pomocy – rzymskokatolicki kościół filialny należący do parafii św. Stanisława w Trzcinicy (dekanat Trzcinica diecezji kaliskiej).
Świątynia została wzniesiona w 1894 roku w stylu neogotyckim. Poświęcona została w dniu 5 listopada tego samego roku. Kościół został zbudowany z dobrowolnych składek parafian. Od 1894 roku w świątyni znajduje się kopia obrazu Matki Boskiej Nieustającej Pomocy. 12 września 2007 roku biskup kaliski Stanisław Napierała nadał kościołowi tytuł Sanktuarium Matki Boskiej Nieustającej Pomocy.
Budowla ma plan prostokąta zamkniętego łukiem odcinkowym, od północnego wschodu na osi jest umieszczona wieża na planie prostokąta, od południowego wschodu znajduje się prostokątna zakrystia. Od strony północno-wschodniej znajduje się niska podmurówka, ściany boczne opięte są między oknami lizenami, okna są umieszczone w rozglifionych wnękach, pod okapem znajduje się fryz ząbkowy. Wieża posiada trzy kondygnacje, w pierwszej kondygnacji jest czworokątna, natomiast w drugiej i trzeciej jest ośmiokątna i charakteryzuje się lizenami w narożnikach. Wokoło drzwi wejściowych jest umieszczony otok wykonany z kształtek.
Od strony prezbiterium w 1969 roku została dobudowana drewniana dobudówka o szerokości kościoła. W 1983 roku parafianie rozbudowali świątynię budując na miejscu dotychczasowej dobudówki drewnianej mury z cegły. Budowla nakryta jest dachem dwuspadowym.